# Lanfroicourt
Lanfroicourt é uma comuna francesa na região administrativa de Grande Leste, no departamento de Meurthe-et-Moselle. Estende-se por uma área de 6,19 km². Em 2010 a comuna tinha 130 habitantes (densidade: 21 hab./km²).